# Янашбеляк
Янашбеля́к (рос. Янашбеляк, марій. Янашбеляк) — присілок у складі Звениговського району Марій Ел, Росія. Входить до складу Красногорського міського поселення.
Стара назва — Янашебеляк.

## Населення
Населення — 95 осіб (2010; 139 у 2002).
Національний склад (станом на 2002 рік):
- марі — 99 %